# غیاث‌آباد (دیواندره)
غیاث‌آباد (دیواندره)، روستایی از توابع بخش مرکزی شهرستان دیواندره در استان کردستان ایران است.

## جمعیت
این روستا در دهستان حومه قرار دارد و براساس سرشماری مرکز آمار ایران در سال ۱۳۸۵، جمعیت آن ۲۶۹ نفر (۵۳خانوار) بوده‌است.

### روستاهای اطراف
دربند، دالان و قره قایه (دیواندره)، درویش خاکی، تپه محمدی، امیرآباد و زرده کمر (بیجار)

### مشاغل روستا
۹۵ درصد مردم مشغول دامداری و کل مردم مشغول باغداری و کشت و کار هستند

### کمبودهای روستا
- جادهٔ مواصلاتی غیاث آباد_دربند چیزی حدود ۷ کیلومتر هست که نصفش آسفالت و نصف دیگر نیمه کاره هست
- نبود اینترنت
- آنتن دهی ضعیف
- نبود مدرسه راهنمایی (مهم‌ترین دلیل برای مهاجرت روستاییان به شهرستان‌های دیواندره و بیجار)
- نبود پل روی رودخانه بزرگ قزل اوزن برای سفر کردن به روستاهای اطراف و شهرستان بیجار